# イヴァン・セレダ
イヴァン・パヴロヴィチ・セレダ（ロシア語: Іван Павлович Середа, ラテン文字転写: Ivan Pavlovich Sereda, 1919年7月1日 - 1950年11月18日）は、ソビエト連邦の軍人。ソ連邦英雄。最終階級は陸軍親衛上級中尉。
1941年8月、第21機械化軍団第46戦車師団第91戦車連隊所属の炊事兵だったセレダは、フィールドキッチンに接近してきたドイツ軍戦車を小銃と斧のみで武装解除し、4人の戦車兵を捕虜にする功績をあげた。

## 経歴
1919年7月1日、セレダは、ウクライナ社会主義ソビエト共和国ドネツク州アレクサンドロフカ村（現・クラマトルスク付近）の農民の家庭で生まれた。その後、家族とともにドネツク州マリインスキー地区ガリツィノフカ村へ移住し、ドネツク食品技術学校を卒業した。
1939年11月、スターリン州のスネジノエ地区軍事委員部から赤軍に徴兵されたセレダは、第21機械化軍団第46戦車師団第91戦車連隊に配属され、炊事兵として従事することになった。1941年6月に大祖国戦争が勃発すると、連隊と共に前線に派遣された。
1941年8月、セレダがラトビアのダウガフピルスで部隊のために昼食の準備を行っていたところ、フィールドキッチンに接近してくるドイツ軍の戦車を発見した。小銃と斧だけで武装していたセレダがキッチンの後ろに隠れて様子をうかがっていると、接近した戦車はキッチンの近くで停車し、ドイツ戦車兵が下車し始めた。その瞬間、セレダはキッチンの後ろから飛び出して戦車に接近を図った。戦車兵たちはすぐさま戦車に身を隠したが、彼はそのまま装甲に飛び乗り、機関銃の銃身を斧で曲げ、防水シートで観測窓を塞いだ。その後、斧を装甲に叩きつけながら、実際にはセレダしかいなかったものの、あたかも他に赤軍兵士がいるように装って、手榴弾を戦車に投げつけるよう周囲に叫んだ。戦車兵はその様子を見て降伏したため、彼は小銃を突きつけながら両手を縛って拘束した。他の部隊が到着したとき、現場にはドイツ戦車1両と、戦車につながれた4人のドイツ兵捕虜が置かれていた。第21機械化軍団司令官のドミトリー・レリュシェンコ少将は、セレダの行動を「その勇敢な行動で、英雄主義の例外的な模範を示した」と評価している。なお、セレダの戦友であったV・ベズヴィテリノフによれば、ドイツ軍を撃退したときの斧は記念品として部隊が保管していたとされる。
この一件がきっかけとなり、セレダは炊事兵から偵察兵に転科したが、敵陣後方での偵察においても戦果を挙げることになる。あるとき、後方での偵察中にドイツ兵と交戦状態に陥ったが、セレダはドイツ軍戦車によじ登り、手榴弾を投げ込んで戦車を撃破した。その後、戦車に乗り込んで死亡した機関銃手を引きずり下ろし、精密な射撃で20人ものドイツ・オートバイ兵を制圧した。追撃するドイツ兵を振り切り、3名の捕虜と共に部隊へ帰還している。なお、同年7月と8月にそれぞれ負傷しており、2度目は重傷だった。
一連の功績から、ソビエト連邦最高会議幹部会1941年8月31日付命令『赤軍兵士I・P・セレダへのソビエト連邦英雄称号授与に関して』より、「ドイツ・ファシズムとの戦いの最前線における司令部の戦闘任務の模範的遂行およびその際の勇気と英雄主義」に基づいて、セレダはレーニン勲章を授与され、ソ連邦英雄（第507号）に列せられた。これらの勲章の授与は、1941年10月、北西戦線にて厳粛に執り行われた。彼の功績は戦時中に広く知れ渡り、プロパガンダポスターなども製作されている。そのため、多くのソ連人民はセレダの英雄的行為を「神話」として捉えるようになったが、実際に記録として残されている出来事である。
1941年10月10日から11月23日まで、セレダは第1打撃軍第46狙撃兵師団第4狙撃兵連隊の小隊を指揮し、レニングラードの戦いに参戦した。11月27日から1942年1月5日にかけては、第30軍第185狙撃兵師団第7狙撃兵連隊の中隊を指揮し、モスクワの戦いに参戦した。
1942年2月、重傷を負い戦線を離脱。同年に指揮幕僚課程を修了し、1944年にはノヴォチェルカスク騎兵学校を卒業した。親衛上級中尉に昇進したセレダは、以降第2親衛騎兵師団第8親衛騎兵連隊の食料・資材管理などを担当した。1945年4月14日から5月3日にかけて、担当する騎兵連隊が補給拠点から遠く離れた場所におり、戦闘も激しさを増していたが、セレダは食料や弾薬の徹底した供給に努めた。彼の尽力で騎兵連隊は戦闘に勝利を収め、連隊長から功績を評価された。これにより、5月21日に2等祖国戦争勲章を授与されている。
1945年に退役し、その後は生まれ故郷のスターリン州アレクサンドロフカで村会議の議長を務めた。1950年11月18日に死去。

## 叙勲
- ソ連邦英雄（1941年8月31日、第507号）[3][12]
- レーニン勲章（1941年8月31日）[1]
- 祖国戦争勲章
  - 2等祖国戦争勲章（1945年5月21日）[2]
- レニングラード防衛記章（1945年9月1日）[11]
- モスクワ防衛記章（ロシア語版）（1945年9月1日）[11]

## 顕彰
- ラトビアのダウガフピルスには、イヴァン・セレダの名を冠した通りと、記念銘板が存在した。ただし、ソ連崩壊後に通りは改名され、記念銘板は撤去されている[13][10]。
- 幼少期を過ごしたドネツク州マリインスキー地区ガリツィノフカには記念碑が設置されており、通りにもイヴァン・セレダに因んで命名されたものが存在する[13]。
- 2020年、アルテル・フィルム・プロダクションは、イヴァン・セレダの功績をテーマにした短編映画『Повар』（ロシア語で料理人を意味する）を制作し、Youtubeで公開した。